# Il caso della Stella d'Occidente
Il caso della Stella d'Occidente è un racconto incluso in Poirot indaga, la prima raccolta di racconti di Agatha Christie con protagonista il piccolo e geniale investigatore belga Hercule Poirot, pubblicato per la prima volta nel Regno Unito nel 1924.

## Trama
Poirot riceve la visita di Mary Marvell, una famosa attrice statunitense che si trova a Londra. La donna ha ricevuto tre lettere, consegnate da un cinese, che le impongono di restituire il suo favoloso diamante, la Stella d'Occidente al luogo da cui è stato preso – un idolo – prima della prossima luna piena. Suo marito, Gregory Rolf, ha comprato il prezioso da un cinese a San Francisco tre anni prima. La coppia soggiornerà a Yardly Chase, casa di Lord e Lady Yardly quando la luna sarà di nuovo piena, per discutere di un film, e Mary è intenzionata a portare con sé il diamante. Sia l'investigatore belga che Hastings ricordano dei pettegolezzi risalenti a tre anni prima che collegavano Lady Yardly e Rolf. Anche la nobile coppia possiede un diamante identico a quello della Marvell, preso sempre dall'idolo, che hanno chiamato Stella d'Oriente, che è apparso proprio tre anni prima. Dopo che sia Mary che Poirot se ne sono andati via, Hastings riceve la visita di lady Yardly e “deduce” che anche lei ha ricevuto delle lettere minatorie. La donna afferma anche che suo marito, in difficoltà finanziaria, vuole vendere il diamante. Quando Poirot viene a conoscenza di questa cosa, riesce a farsi ricevere a Yardly Chase, quindi è presente nel momento in cui un cinese irrompe nella casa e ruba il diamante a lady Yardly, o almeno così afferma la donna, che stava scendendo dalle scale quando è stata aggredita dall'uomo. Il giorno dopo anche il gioiello di Mary viene trafugato dal suo hotel londinese. Poirot compie le sue indagini e restituisce la Stella d'Oriente agli Yardly, e poi racconta tutta la storia a Hastings. Non sono mai esistiti cinesi che portavano lettere, e neanche due diamanti – era tutta un'invenzione di Rolf. Tre anni prima, in America, l'uomo aveva avuto una relazione con lady Yardly e l'aveva ricattata per farsi consegnare il diamante da regalare poi a Mary Marvell, l'attrice che stava per sposare. Il diamante di lady Yardly era quindi un falso, e il marito l'avrebbe scoperto quando avesse cercato di venderlo, per questo la donna aveva implorato Rolf di fare qualcosa per evitare tutto questo, e l'uomo le aveva consigliato di fingere il furto, cosa che lady Yardly ha fatto subito dopo aver sentito da Hastings la storia delle minacce ricevute da Mary Marvell.

## Edizioni
- Agatha Christie, Il caso della Stella d'Occidente, traduzione di Lidia Lax, collana Oscar Mondadori, Mondadori, 2006,  p. 236, ISBN 88-04-51610-0.